# Chasmina viridis
Chasmina viridis är en fjärilsart som beskrevs av Robinson 1975. Chasmina viridis ingår i släktet Chasmina och familjen nattflyn. Inga underarter finns listade i Catalogue of Life.